# Jules Brocherel
Jules Brocherel (Courmayeur, 24 novembre 1871 - Aoste, 1er janvier 1954) est un ethnologue et un photographe valdôtain.
Il est une personnalité très importante pour sa région et pour la culture alpine en général.

## Biographie
Jules Brocherel nait dans une famille d'alpinistes. Il étudie à Aoste, où il reçoit un diplôme de maître d'école primaire.
Son premier ouvrage s'intitule Guide illustré de Courmayeur et de ses environs, qui est bientôt suivi par un volume consacré aux techniques d'alpinisme. Son intérêt pour les sciences comprend des domaines tels que la climatologie et la glaciologie, ainsi que la botanique et l'hydrographie.
Il devient un expert dans ces domaines, et, lorsque le prince Scipion Borghèse organise une expédition sur le Tian Shan, il s'adresse à lui pour recueillir les données nécessaires afin de dessiner une carte de la région.
Ses lettres, aussi bien que ses photographies, parues dans les plus importantes revues de son époque, lui donnent une grande popularité.
Rentré à Aoste, il relève une petite entreprise de production de cartes postales, ce qui favorise remarquablement son activité de photographe aux quatre coins du Val d'Aoste.
En 1919, il fonde l'une des plus importantes revues valdôtaines, appelée Augusta Prætoria, pour la défense de la culture locale et du particularisme linguistique francophone, menacés par le fascisme.
Au cours des 30 années qui suivent, sur la couverture d'un grand nombre de livres figure une photo de Jules Brocherel, à partir de l'Encyclopédie italienne Treccani.
En 1950 est fondée la Bibliothèque régionale d'Aoste, pour laquelle Brocherel plaide longtemps, et dont il est le premier directeur.
Il meurt le jour de l'an de 1954, lorsqu'il rentrait d'un bar où il venait d'échanger les vœux avec des amis.

## Œuvres
- Guide illustré de Courmayeur et de ses environs, Turin, G. Candeletti, 1895.
- Alpinisme, Milan, éd. Hoepli, 1898.
- Guide illustré du bassin de Courmayeur : précédé par un préambule concernant les vallées de Cogne, Savaranche, de Rhêmes et Grisanche, Aoste, G. Brivio, 1900.
- La Vallée d'Aoste en images, Aoste, revue Augusta Prætoria, 1925.
- Châteaux valdôtains, Aoste, Revue Augusta Prætoria, 1930.
- La Valle d'Aosta, Novare, éd. De Agostini, 2 vol., 1932-33.
- Art populaire valdôtain, Rome, éd. de l’O.N.D., 1937.
- La Vallée d’Aoste aux pèlerins de l’Année Sainte, Turin, Typ. C. Fanton, 1951.
- Le patois et la langue française en Vallée d’Aoste, Neuchâtel, V. Attinger, 1952.